# Everything Is Love
Albums de Beyoncé
Lemonade
(2016) Homecoming: The Live Album
(2019)
Albums de Jay-Z
4:44
(2017)
Singles
1. Apeshit
Sortie : 16 juin 2018

Everything Is Love est un album studio commun des artistes américains Beyoncé et Jay-Z (réunis sous le nom de the Carters), sorti en 2018.

## Historique
Un album commun du couple Beyoncé-Jay-Z est évoqué par ce dernier dès 2017 en interview pour The New York Times comme une « sorte de session de thérapie » pour créer de la musique nouvelle. Cependant, les deux artistes travaillent sur leurs projets solo respectifs, 4:44 et Lemonade. Beyoncé boucle le sien plus rapidement, ce qui repousse le projet d'un album commun. Des rumeurs font à nouveau parler du projet en mars 2018 lorsqu'ils annoncent leur tournée commune, On the Run II Tour.
L'album est principalement enregistré dans un studio mobile aménagé dans les salons de la U Arena de Nanterre. Live Nation a ainsi réservé l'enceinte pour que le duo répète également pour sa tournée mondiale On the Run II Tour.
La sortie de l'album est annoncée par surprise le 16 juin 2018 lors d'un concert de leur tournée au stade olympique de Londres.
La pochette de l'album est une image captée dans le clip du premier single de l'album, Apeshit. On y voit l'une des danseuses de Beyoncé en train de peigner les cheveux d'un danseur, juste devant La Joconde de Léonard de Vinci.

## Critique
Everything Is Love reçoit globalement de bonnes critiques. Sur l'agrégateur Metacritic, l'album obtient une note moyenne de 80⁄100 pour 22 critiques. Selon Joe Coscarelli du New York Times, cet opus vient « compléter la trilogie conceptuelle Knowles-Carter » avec leurs deux précédents albums solo respectifs, Lemonade et 4:44. Dans Us Weekly, Nicholas Hautman écrit notamment « C'est clair dès la première écoute que Beyoncé éclipse son mari sur la plupart des titres, et qu'il aurait dû être vendu comme 'Beyoncé featuring Jay-Z' plutôt que 'Beyoncé and Jay-Z'. Ses couplets sont rares en comparaison de [ceux de Beyoncé], mais cela reste un album de deux des plus grands artistes de notre époque ».
Pour Neil McCormick du Daily Telegraph « Everything Is Love n'a certainement pas l'immensité musicale de Lemonade. Il n'y a ni ballades, ni tubes et pas beaucoup comme de construction mélodique de chanson. Celles-ci sont plutôt des beats répétitifs sur lesquelles les stars peuvent faire passer leur message comme une sorte de conversation hip-hop ». Dans The Times, Will Hodgkinson écrit notamment « Jay-Z est plus dynamique que jamais et Beyoncé exige de l'attention sur cet album surprise, [...] malgré leurs hauts et leurs bas détaillés sur Lemonade de Beyoncé le mea-culpa ultérieur de Jay Z 4:44 ». Briana Younge de Pitchfork décrit cet album comme « un compromis en la guerre pour le butin de Lemonade et les fruits du travail de 4:44 ».
Dans Libération, Olivier Lamm écrit « Le seul secret de ce magnum opus concerne la manière dont « Queen B » et le Dieu « Hova » ont pu boucler Everything is Love sans qu’un seul des nombreux scribouillards de la pop n’ait pu accéder au saint des saints et acquérir la certitude de ce qu’ils trafiquaient. [...] La tension entre les deux orientations aboutit à des contrastes saisissants, par exemple entre le 'boom bap' classieux de Dave Sitek pour LoveHappy ou la soul opulente du duo Cool & Dre pour Summer et la trap électronique hyper contemporaine bidouillée par les Canadiens Nav et Boi-1da pour Friends ou Pharrell et Migos pour le single Apeshit. On constate ainsi qu’au-delà de la belle histoire de biz et d’amour qu’on nous raconte, Beyoncé n’en finit plus de se réinventer en même temps qu’elle s’amuse à rapper, élastique et autotunée, et que Jay-Z est désormais le mastermind d’un genre de rap déjà remisé au musée ».
Sur le site Konbini, Naomi Clément pense que cet album est « le point d’orgue d’une trilogie documentant les hauts et les bas du couple le plus puissant de l’industrie musicale. Cette trilogie avait débuté avec Lemonade, le sixième album solo de Queen B paru en 2016, sur lequel elle accusait son compagnon de l’avoir trompée (comment oublier la polémique générée par le titre Sorry et son « You better call Becky with the good hair » ?). [...] Everything is Love nous propose aujourd’hui de célébrer l’union et la puissance des Carter. Produit par Cool & Dre, le premier morceau de l’album, Summertime, est une véritable invitation à l’amour. Beyoncé y incite en effet Jay Z à “faire l’amour en été, sur le sable, sur la plage” (« let’s make love in the summertime / on the sands, beach sands »), nous rappelant en filigrane les heures heureuses de l’époque de Drunk in Love ».
Dans la critique du quotidien suisse Le Temps, on peut notamment lire « Formidable coup marketing, l'album sonne par ailleurs comme un hymne à la réconciliation pour le couple dont les déboires sentimentaux n'ont cessé d'alimenter les tabloïds. [...] Everything is Love se veut le grand final, une célébration de la résilience et de l'amour, un ultime opus, dont les paroles, à grand renforts de détails sur leur vie privée, laissent suggérer que leur relation s'est sensiblement améliorée ».
La critique d'Aureliano Tonet parue dans Le Monde est quant à elle très négative : « anecdotique, la musique jouée sur Everything Is Love l’est de pied en cap » ou encore « On n’imaginait pas qu’un disque de Beyoncé puisse un jour nous faire pioncer ; Everything Is Love y parvient sans forcer. Figées par les filtres vocaux – pommade cosmétique dont elle n’avait guère abusé jusqu’ici –, les mélodies de dame Knowles pataugent dans une mélasse tiédasse, dont ne réussit jamais à la sortir sieur Z, débit envasé, verve enlisée ».

## Singles
Le premier single, Apeshit, sort comme l'album, le 16 juin 2018.

## Liste des titres
Credits adaptés du livret de l'album, du site officiel de Beyoncé et de Tidal
| 1.    | Summer         | - Beyoncé Knowles - Shawn Carter - Marcello Valenzano - Andre Christopher Lyon - Leon Michels - Homer Steinweiss - Thomas Brenneck - Mike Herard - James Fauntleroy II | - Knowles - Carter - Cool & Dre - El Michels (co.)                                  | 4:45 |
| 2.    | Apeshit        | - Pharrell Williams - Knowles - Carter - Quavious Kendrell Marshall - Kiari Kendrell Cephus                                                                            | - Pharrell - Knowles - Carter                                                       | 4:25 |
| 3.    | Boss           | - Knowles - Carter - Tyrone Griffin Jr. - Dernest Emile II | - Knowles - Carter - D'Mile - Mike Dean (add.) - MeLo-X (add.) - Derek Dixie (add.) | 4:04 |
| 4.    | Nice           | - Williams - Knowles - Carter | - Pharrell - Knowles - Carter                                                       | 3:54 |
| 5.    | 713            | - Knowles - Carter - Valenzano - Lyon - Rayshon Cobbs, Jr. | - Knowles - Carter - Cool & Dre - 808-Ray (add.)                                    | 3:13 |
| 6.    | Friends        | - Knowles - Carter - Matthew Samuels - Jahaan Sweet - Denisia Andrews - Brittany Coney - Tavor Javon Holins - Amir Esmailian - Navraj Goraya - Rupert Thomas, Jr.      | - Knowles - Carter - Boi-1da - Sweet - Nav (co.) - Sevn Thomas (co.)                | 5:44 |
| 7.    | Heard About Us | - Knowles - Carter - Samuels - Nija Charles - Sweet - Anderson Hernandez - Ramon Ibanga, Jr.                                                                           | - Knowles - Carter - Boi-1da - Sweet - Vinylz - Illmind                             | 3:10 |
| 8.    | Black Effect   | - Knowles - Carter - Andrews - Coney - Valenzano - Lyon - Cobbs, Jr. - Alexander Smith                                                                                 | - Knowles - Carter - Cool & Dre                                                     | 5:13 |
| 9.    | LoveHappy      | - Knowles - Carter - David Andrew Sitek - Charles - Andrews - Coney | - Knowles - Carter - Sitek - Nova Wav (add.)                                        | 3:49 |
| 38:17 |                | |                                                                                     |      |

| 10. | Salud! | - Beyoncé - Carter - Valenzano - Lyon - Eliot Dubok | - Beyoncé - Jay-Z - Cool & Dre - Beat Butcha (co.) | 3:33 |

Notes
- Summer contient des voix additionnelles de Rory de Stone Love Movement (en)
- Apeshit contient des voix additionnelles d'Offset et Quavo du groupe Migos
- Boss contient des voix additionnelles de Ty Dolla Sign
- Nice contient des voix additionnelles de Pharrell Williams
- Salud! contient des voix additionnelles de Dre de Cool and Dre

## Samples
- Apeshit contient des éléments d'une vidéo non musicale sur YouTube d'ASAP Rocky.
- Nice contient une interpolation de Guillermo Díaz dans le film Half Baked.
- 713 contient des samples de Sphinx Gate et The World It Softly Lulls, written by Paul Bender, Simon Mavin, Perrin Moss et Naomi Saalfield, interpété par Hiatus Kaiyote. 713 contient par ailleurs une interpolation de The Light, written by Robert Caldwell, Norman Harris William, Lonnie Rashid Lynn, Bruce Malament et James Dewitt Yancey, interprété par Common ainsi qu'interpolation de Still D.R.E., écrit par Andre Young, Melvin Breeden, Shawn Carter et Scott Storch, interprété par Dr. Dre et Snoop Dogg[20].
- Heard About Us contient une interpolation de Juicy, écrit par Sean Combs, James Mtume, Jean-Claude Olivier et Christopher Wallace, interprété par The Notorious B.I.G..
- Black Effect contient un sample de Broken Strings, écrit par Jun Kozuki, interprété par Flower Travellin' Band (en).
- LoveHappy contient un sample de You Make My Life a Sunny Day, écrit par Eddie Campbell, Ernie Johnson et Pete James, interprété par Eddie & Ernie (en), un sample de The Jam de Graham Central Station (en) et de Victory Is Certain tiré de APC Tracks Vol. 1, écrit par Bill Laswell, Jean Touitou et Thierry Planell.

## Classements
| Classements (2018)                  | Meilleure position |
| ----------------------------------- | ------------------ |
| Allemagne (Media Control AG)        | 23                 |
| Australie (ARIA)                    | 6                  |
| Autriche (Ö3 Austria Top 40)        | 21                 |
| Belgique (Flandre Ultratop)         | 8                  |
| Belgique (Wallonie Ultratop)        | 28                 |
| Danemark (Tracklisten)              | 10                 |
| Écosse (OCC)                        | 7                  |
| Espagne (Promusicae)                | 9                  |
| États-Unis (Top R&B/Hip-Hop Albums) | 1                  |
| Finlande (Suomen virallinen lista)  | 30                 |
| France (SNEP)                       | 44                 |
| Irlande (IRMA)                      | 10                 |
| Italie (FIMI)                       | 20                 |
| Norvège (VG-lista)                  | 8                  |
| Nouvelle-Zélande (RIANZ)            | 11                 |
| Pays-Bas (Mega Album Top 100)       | 4                  |
| Portugal (AFP)                      | 10                 |
| Royaume-Uni (UK Albums Chart)       | 5                  |
| Royaume-Uni (R&B Albums)            | 1                  |
| Suède (Sverigetopplistan)           | 7                  |
| Suisse (Schweizer Hitparade)        | 5                  |

## Certifications
| Pays              | Certification | Unités certifiées |
| ----------------- | ------------- | ----------------- |
| États-Unis (RIAA) | Or            | 500 000           |